# Торе Енохсон
Торе Енохсон (швед. Thore Enochsson; Естерсунд, 17. новембар 1908 — Бандхаген, 14. март 1993) био је шведски атлетичар специјалиста за трчање маратонских трка.

## Биографија
Енохсон је освајач сребрне медаље на Првом Европском првенству 1934. у Торину, иза победника Финца Армаса Тојвонена.
Учествопао је на Летњим олимпијским играма 1936. у Берлину, где је завршио као десети.

## Значајнији резултати
| Година               | Такмичење             | Место                      | Пласман              | Дисциплина           | Резултат             | Белешка              |
| Представаљао Шведску | Представаљао Шведску  | Представаљао Шведску       | Представаљао Шведску | Представаљао Шведску | Представаљао Шведску | Представаљао Шведску |
| -------------------- | --------------------- | -------------------------- | -------------------- | -------------------- | -------------------- | -------------------- |
| 1934.                | 1. Европско првенство | Торино, Италија            |                      | Маратон              | 2:54:35,6            | [ 1 ]                |
| 1936.                | Олимпијске игре       | Берлин, Нацистичка Немачка | 10.                  | Маратон              | 2,43:12              | [ мртва веза ]       |

## Лични рекорди
| Дисциплина | Рекорд  | Место  | Датум         |
| ---------- | ------- | ------ | ------------- |
| Маратон    | 2.40:39 | Торино | 15. 10. 1033. |